# Æ Synnejysk Forening
Æ Synnejysk Forening er en forening der ønsker at bevare sønderjysk dialekt og kultur. Foreningen blev grundlagt af Erik Haase og Peter Asmussen den 27. januar 2000 på Agerskov Kro. Ideen til foreningen opstod i Sønderjyske Allgemeine på Christiansborg i 1998, som er en forening for nuværende og tidligere sønderjyske folketingsmedlemmer og ansatte.
Ved udgangen af 2000 havde foreningen 454 medlemmer, i 2008 2200 medlemmer, i 2010 1800 medlemmer. Foreningen er kendt for at afvikle gudstjenester på sønderjysk den 1. søndag i advent samt udgive børnebøger på sproget. Foreningen har bidraget til aktiviteter afholdt af DR i forbindelse med 100-året for genforeningen.